# Rosario (Uruguay)
Rosario  è una città dell'Uruguay, situata ad est del dipartimento di Colonia.

## Geografia
Si trova a 18 metri sul livello del mare. Ha una popolazione di circa 9.403 abitanti.

## Infrastrutture e trasporti
Rosario è situata lungo la strada 2 presso l'intersezione con la strada 1 Montevideo-Colonia del Sacramento.